# City of Stars
City of Stars è un brano musicale interpretato da Ryan Gosling e Emma Stone per il film La La Land, uscito nel 2016. La musica del brano è stata composta da Justin Hurwitz, mentre il testo è stato scritto da Benj Pasek e Justin Paul.

## Riconoscimenti
Il brano ha ricevuto l'Oscar alla miglior canzone nell'ambito dei Premi Oscar 2017, il Golden Globe per la migliore canzone originale ai Golden Globe 2017, il Critics' Choice Awards per la migliore canzone originale nel dicembre 2016, il Satellite Award per la miglior canzone originale nel febbraio 2017 e altri premi.

## Classifiche
| Classifica (2017) | Posizione massima |
| ----------------- | ----------------- |
| Austria           | 68                |
| Belgio (Fiandre)  | 30                |
| Canada            | 89                |
| Francia           | 44                |
| Irlanda           | 57                |
| Italia            | 51                |
| Portogallo        | 45                |
| Regno Unito       | 53                |
| Spagna            | 33                |
| Svizzera          | 48                |